# Kostel Stětí svatého Jana Křtitele (Krpy)
Římskokatolický filiální kostel Stětí svatého Jana Křtitele v Krpech je raně gotická sakrální stavba stojící v severní části obce a tvořící její dominantu. Od roku 1987 je kostel chráněn jako kulturní památka.

## Historie

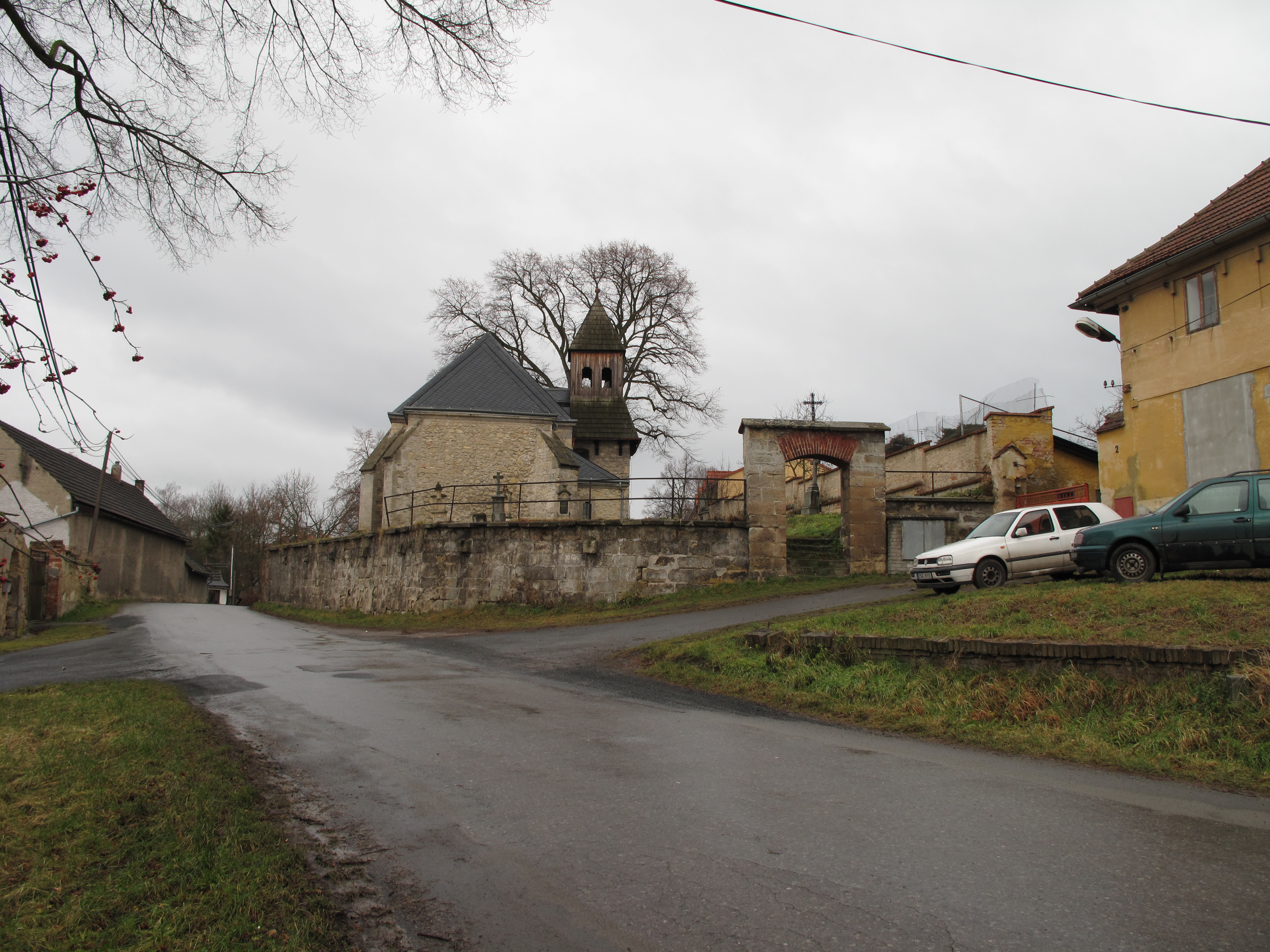
Kostel Stětí sv. Jana Křtitele ze silnice

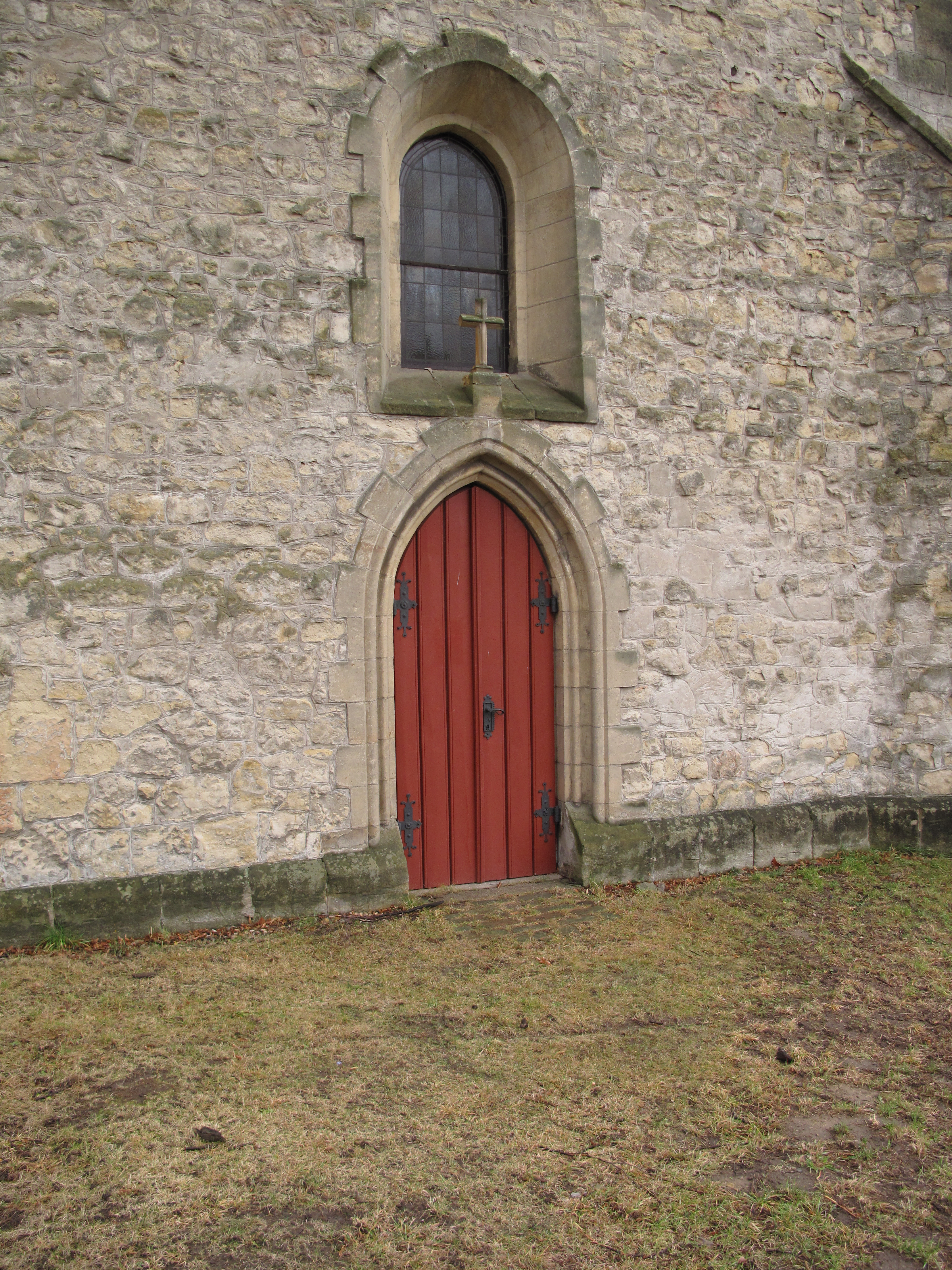
Vstup do kostela v Krpech

Původně raně gotický kostel pochází ze 13. století. Kostel je uváděn v roce 1384 jako kostel farní. Později se stal nakrátko modlitebnou českých bratří a poté se opět stal katolickým kostelem. Jak uvádějí zápisy v roce 1650, vrchnost si v krpském kostele vydržovala kněze, ale záhy byl v letech 1650–1652 kostel ve správě mšenského faráře. V 17. století byl zbarokizován a přistavěna byla také zvonice.

## Architektura
Jedná se o jednolodní obdélnou stavbu s odsazeným čtvercovým presbytářem. Po severní straně lodi se nachází hranolová věž. Po severní straně presbytáře je novější sakristie. Vnějšek s opěráky je hladký. Okna jsou obdélná, segmentově zakončená. Věž kostela je nízká a hladká. Má šindelovou střechu na dřevěných krakorcích. Nad níž je ještě bedněné polopatro, které je rovněž kryté šindelem.
Presbytář je sklenut křížovou žebrovou klenbou s kruhovým svorníkem. Triumfální oblouk je hrotitý. V lodi je strop, kruchta a v severní zdi se nachází hrotitý portálek.

## Zařízení
Oltář kostela je raně barokní ze druhé poloviny 17. století. Jedná se o sloupový oltář se segmentovým frontonem a nástavcem. Po jeho stranách jsou barokní řezby. Obrazy nejsou umělecky významné. Kazatelna je raně barokní z roku 1686. Je členěná sloupky. V jejích zalamovaných rámcích jsou obrazy apoštolů.

## Okolí kostela
Proti bývalé faře se nachází kříž z roku 1769, který je ve tvaru Božích muk.

## Zajímavost
Koluje i pověst mezi lidem, že ve zdejším kostele sloužil poslední mši svatou sv. Jan Nepomucký, když se vracel z pouti ve Staré Boleslavi.